# Ambasciatori austriaci in Russia

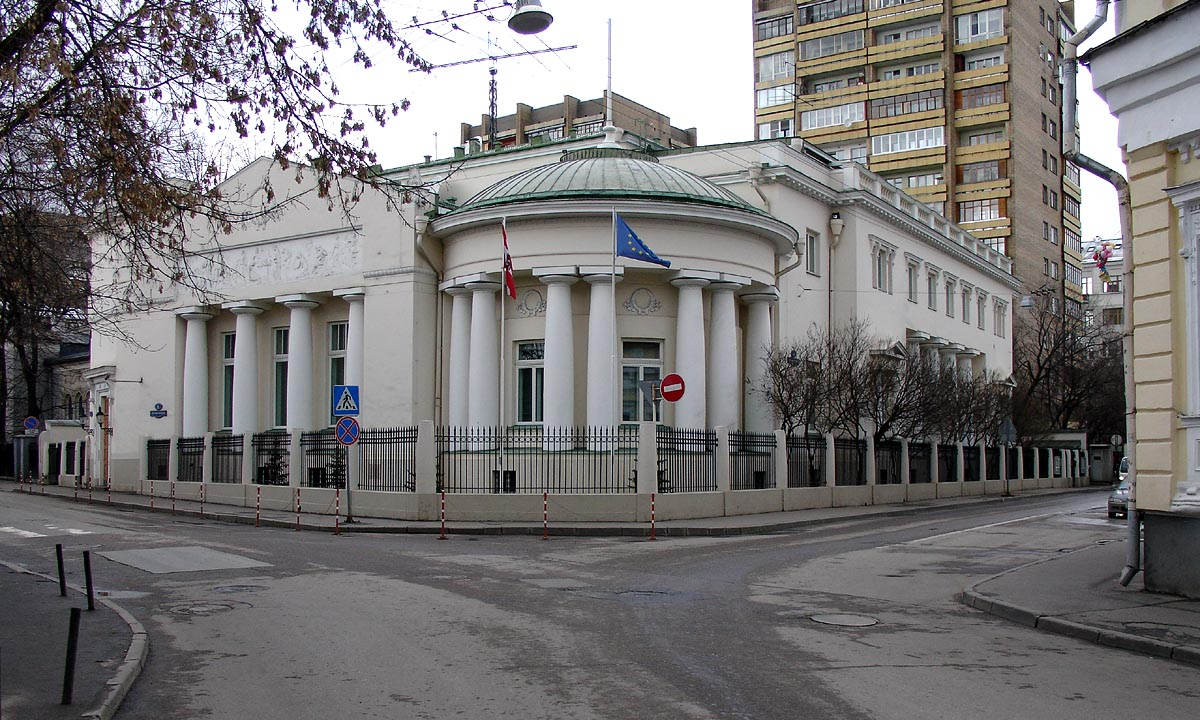
L'attuale sede dell'ambasciata austriaca a Mosca.

L'ambasciatore austriaco in Russia (in tedesco: Österreichischer Botschafter in Russland) o ambasciatore d'Austria in Russia (Botschafter Österreichs in Russland) e ufficialmente ambasciatore della Repubblica d'Austria presso la Federazione Russa (Botschafter der Republik Österreich in der Russischen Föderation) è il primo rappresentante diplomatico dell'Austria (già del Sacro Romano Impero, dell'Impero austriaco e dell'Impero austro-ungarico) in Russia (già dell'Impero russo, dell'Unione Sovietica.
Dal 2015 l'ambasciatore austriaco in Russia ha competenze anche sulla Bielorussia e sull'Armenia, nonché sull'Uzbekistan.

## Storia

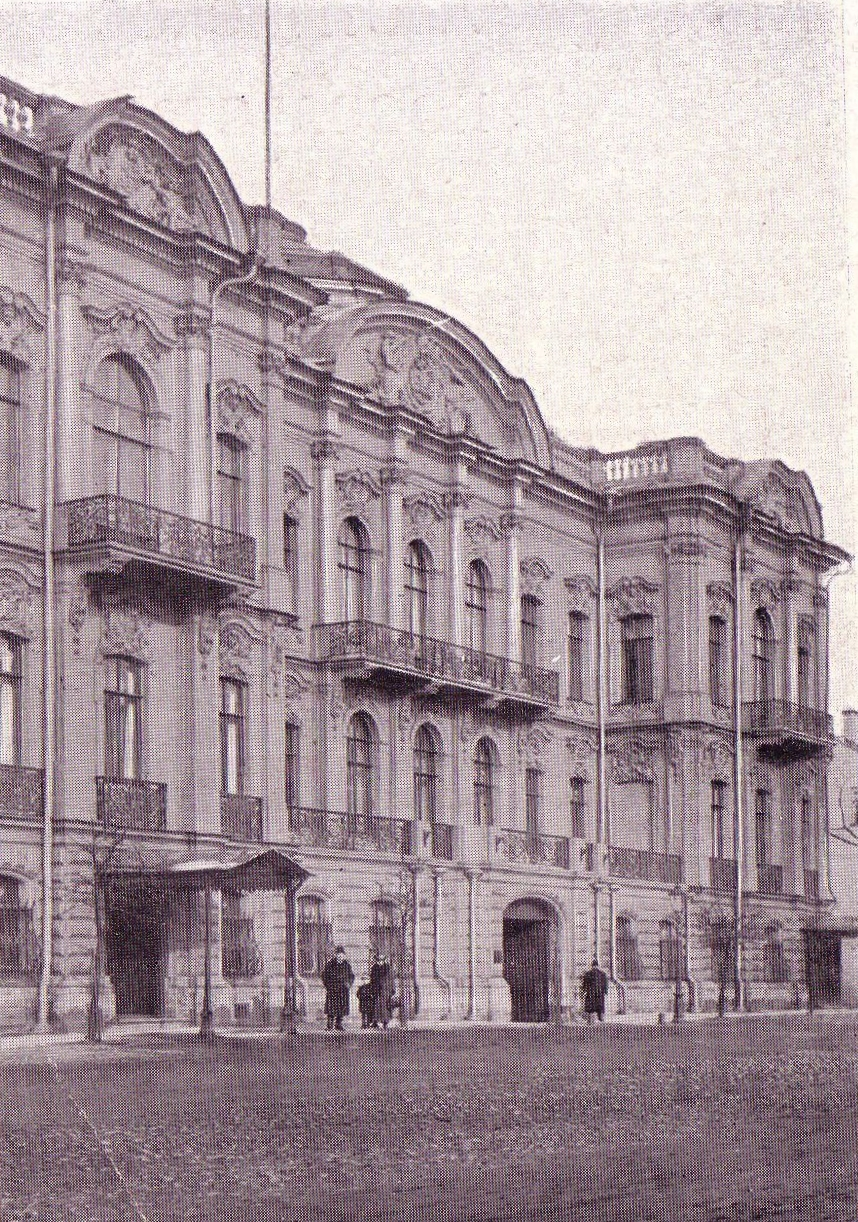
Il palazzo sede dell'ambasciata austriaca a San Pietroburgo dal 1880 al 1918

Nel 1703 Pietro I fondò San Pietroburgo che fu capitale dell'Impero russo dal 1710 al 1918. Le relazioni diplomatiche tra i due paese vennero instaurate praticamente subito. Fino al 1880, l'ambasciata austriaca si trovava presso la capitale, al n. 102 del Lungoneva degli Inglesi.
All'inizio di luglio 1918, il console generale Georg de Pottere (1875-1951) "venne inviato a Mosca per risolvere le questioni della ripresa del debito pubblico russo lasciate aperte col trattato di pace di Brest-Litovsk". L'11 luglio 1918, il governo di Mosca concesse a Otto von Franz l'accordo, dopo di che questi venne nominato ambasciatore a Mosca il 6 agosto 1918. Né Georg de Pottere né Otto von Franz entrarono in carica prima del 9 novembre 1918.
Dopo il crollo dell'Unione Sovietica nel 1990/91, l'ambasciatore a Mosca era ancora responsabile di tutti gli stati che componevano l'ex unione, ma venne via via sostituito da nuove ambasciate per ciascuno stato.

## Sacro Romano Impero
- 1721-1722: Stephan Wilhelm Kinsky
- 1722-1725: Nicolaus von Hochholzer
- 1725-1727: Amadeus de Bussy-Rabutin
- 1727-1728: Lorenz von Caramé
- 1728-1732: Franz Wratislaw
- 1732-1734: Nikolaus von Hochholzer
- 1734-1738: Johann Franz Heinrich Carl von Ostein
- 1738-1742: Antoniotto Botta Adorno
- 1742-1744: Nikolaus von Hochholzer
- 1744-1745: Philipp von Orsini-Rosenberg
- 1745-1746: Nikolaus von Hochholzer
- 1746-1748: Johann Franz von Pretlack
- 1748-1751: Josef Bernes
- 1751-1753: Johann Franz von Pretlack
- 1753-1761: Nicola I Esterházy
- 1761-1763: Florimond Claude de Mercy-Argenteau
- 1763-1777: Joseph Maria Karl von Lobkowitz
- 1777-1779: Josef von Kaunitz-Rietberg
- 1779-1800: Johann Ludwig von Cobenzl
- 1800-1801: Johann Locatelli
- 1801-1802: Franz Joseph Saurau
- 1802-1803: Josef von Hudelist
- 1803-1805: Johann Philipp von Stadion
- 1805-1806: Teodoro Sanchez d'Aguilar

## Impero austriaco
- 1806: Maximilian von Merveldt
- 1806-1808: Karl Binder von Krieglstein
- 1808: Karl Philipp zu Schwarzenberg

1808: Interruzione delle relazioni diplomatiche
- 1809: Josef von Saint-Julien

1809-1815: Vacante
- 1815-1816: Johann von Provost
- 1816: Ludwig von Lebzeltern
- 1816-1827 Heinrich von Bombelles
- 1827: Stephan Zichy
- 1827-1829: Maximilian von Kaiserfeld
- 1829: Karl Ludwig von Ficquelmont
- 1829: Otto von Meysenbug
- 1829-1843: Franz de Paula von Colloredo-Wallsee
- 1843-1848: Karl Ferdinand von Buol-Schauenstein
- 1848-1851: Eduard von Lebzelten-Collenbach
- 1852-1853: Alexander von Mensdorff-Pouilly
- 1853: Valentin von Esterházy
- 1853-1859: Emmerich Széchényi
- 1859: Friedrich von Thun und Hohenstein
- 1859-1864: Friedrich Revertera von Salandra
- 1864: Albin von Vetsera

## Impero austro-ungarico
- 1869-1871: Boguslaw Chotek von Chotkow
- 1871-1880: Ferdinand von Langenau
- 1880: Gustav Kálnoky
- 1880-1882: Konstantin von Trauttenberg
- 1882-1894: Anton von Wolkenstein-Trostburg
- 1894-1899: Francesco I del Liechtenstein
- 1899-1906: Alois Lexa von Aehrenthal
- 1906-1911: Leopold Berchtold
- 1911-1913: Douglas von Thurn und Valsássina
- 1913-1918: Friedrich von Szápáry

## Repubblica austriaca
- 1924-1928: Otto Pohl

1928-1945: interruzione delle relazioni diplomatiche. Gestione delle relazioni da parte della Germania
- 1945-1946: Karl Waldbrunner
- maggio-novembre 1946: Karl Braunias
- 1946-1960: Norbert Bischoff
- 1960-1964: Heinrich Haymerle
- 1964-1970: Walter Wodak
- 1970-1975: Heinrich Haymerle
- 1975-1978: Heinz Standenat
- 1978-1981: Gerald Hinteregger
- 1981-1985: Helmut Liedermann
- 1985-1992: Herbert Grubmayr
- 1992-1999: Friedrich Bauer
- 1999-2003: Franz Cede
- 2003-2009: Martin Vukovich
- 2009-2015: Margot Klestil-Löffler
- 2015-2017: Emil Brix
- Dal 2017: Johannes Eigner